# 뉴스 큐브 6
《뉴스 큐브 6》는 대한민국에서 평일 오후 5시 35분에 텔레비전으로 방송되었던 JTBC의 주중 저녁 뉴스 프로그램이다.

## 개요
4월 첫 개편부터 시작된 뉴스 콘서트가 폐지되며, 2014년 2월 10일 개편으로 본 프로그램명을 변경되었다.

## 진행자
- 1대 2014년 2월 10일 ~ 2014년 4월 4일: 박성태, 이지은

## 방송 시간
- 2014년 2월 10일 ~ 2014년 4월 4일 : 매주 월~금요일 오후 5시 35분 (85분)